# Cuevas de Sof Omar
Cuevas de Sof Omar es un sistema de Cuevas que contiene la cueva más larga en Etiopía, con 15,1 kilómetros (9,4 millas) de largo, algunas fuentes afirman que es el mayor sistema de cuevas en África y se ubica como la 306 más larga en el mundo. Está situada al este de Robe, en la zona de Bale de la región de Oromia en el sureste de Etiopía, a través de la cual el río Weyib (o Río Gestro) fluye. Durante mucho tiempo fue un centro religioso, es sagrada tanto para el islam como para la religión tradicional local Oromo. Las cuevas son conocidas por sus muchos pilares, sobre todo en la "Sala de las Columnas".

## Topografía
Acercándose desde Goro hacia la entrada de Ayiew Maco, el matorral cae abruptamente 90 m hacia un cañón. El río Weyib se abre paso desde las montañas Bale de 4.300 metros de altura a través de un afloramiento de piedra caliza Anatole de 150 kilómetros de ancho hasta la cueva. En épocas anteriores, el río hacía un meandro cerrado hacia la izquierda, rodeando el actual sistema de galerías. En algún momento, la piedra caliza se disolvió produciendo una serie de pasajes freáticos, que se hicieron lo suficientemente grandes como para capturar todo el flujo del río Weyib. Finalmente, el río abandonó el meandro, dejando un valle seco que se extiende desde el sumidero de la cueva en Ayiew Maco hasta el resurgimiento en Holuca. El pueblo de Sof Omar está situado cerca de Ayiew Maco en el valle seco. El relleno del valle hace que se eleve a un punto alto de unos 45 m por encima de la Red, antes de caer en una playa de guijarros río abajo de Holuca.
La otra característica dominante es un gran pozo o dolina de hundimiento formada por colapso, de 100 metros de ancho y 60 metros de profundidad y se encuentra en la meseta de basalto directamente sobre la cueva.